# Ekstra Bladet
«Экстра бладет» (дат. Ekstra Bladet — «Экстренная газета») — датская общенациональная общественно-политическая ежедневная газета. Начала выходить с 12 февраля 1904 года, как приложение к газете «Политикен». В первом номере содержались последние новости с фронта русско-японской войны.
В настоящее время входит в крупнейший газетный концерн Дании JP/Politikens Hus A/S, который также издает газеты «Политикен» и «Юлландс-Постен» (Jyllands-Posten). «Экстра бладет» входит в число наиболее влиятельных СМИ Дании.
Тематика газеты — освещение внутриполитических и международных событий с упором на сенсационность и броскость подачи материалов, аналитика и комментарии.
Важнейшее место занимают материалы в жанре журналистского расследования, в частности, разоблачения коррупции и злоупотребления властью, политические скандалы, а также события культурной и спортивной жизни.
С 1 июля 1976 на 9-й странице газеты традиционно публикуется фотография полуобнаженной девушки-модели, однако с 2004 года фотография модели нередко печатается на одной из последних страниц, если 9-я страница нужна для срочной новости или для размещения рекламы. В конце года читатели путём голосования выбирают модель-победительницу, которая примет участие в национальном конкурсе красоты.
Газета выпускается как в печатном, так и в электронном виде. Электронная версия газеты «Экстра бладет» занимает первое место в Дании по посещаемости.

## Руководство газеты
Главный редактор газеты «Экстра бладет» — Поуль Мадсен.